# Climacoptera sukaczevii
Climacoptera sukaczevii là loài thực vật có hoa thuộc họ Dền. Loài này được Botsch. mô tả khoa học đầu tiên năm 1956.